# Skeppar Svinfot (byggnad)

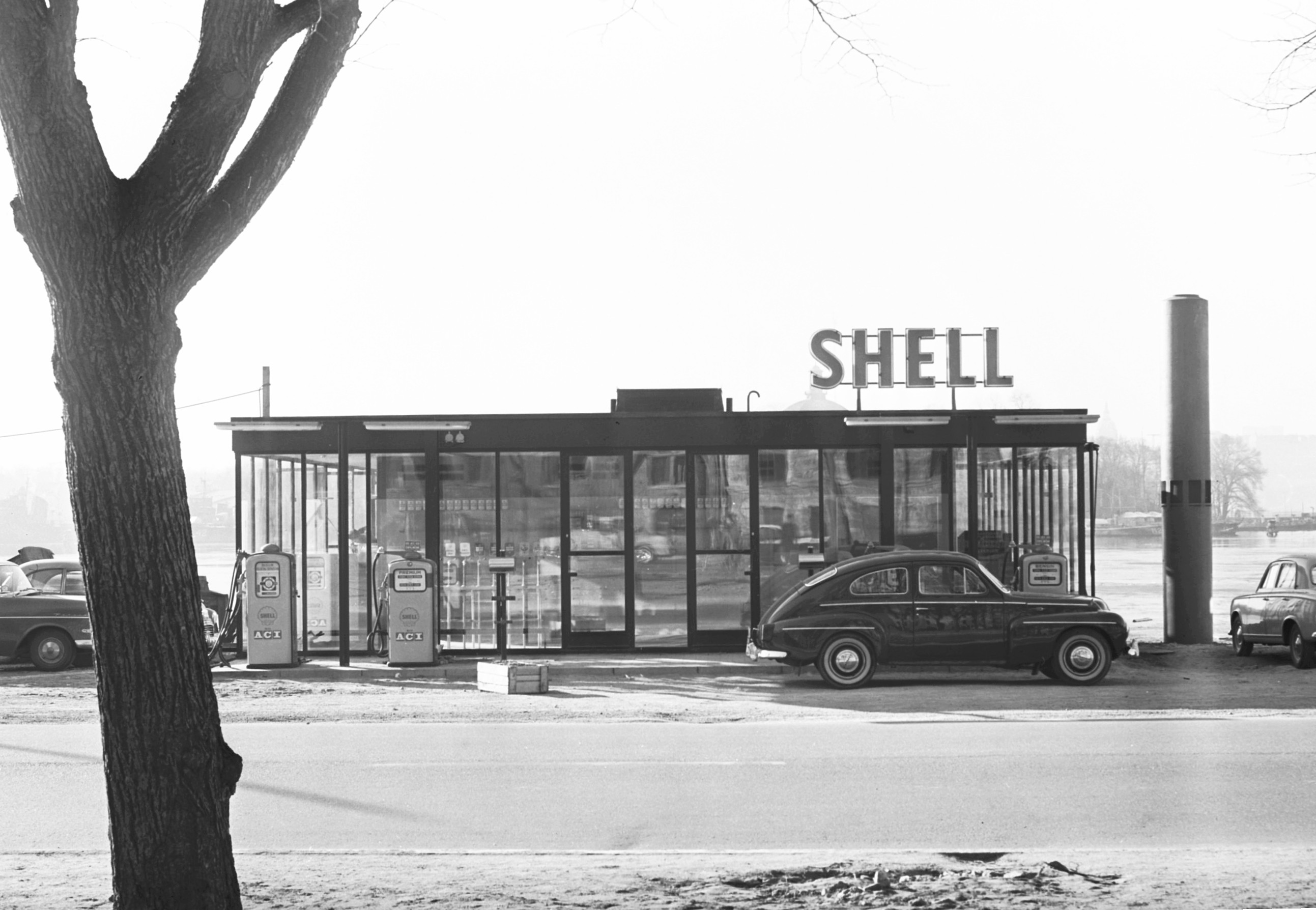
Shell vid Strandvägen, mars 1959.

Skeppar svinfot kallas en kulturhistoriskt värdefull fastighet och en byggnad på Strandvägskajen vid Strandvägen på Östermalm i Stockholm. Huset var från början en Shell bensinstation, ritad 1955 av arkitekt Peter Celsing. Sedan 2018 finns en servering i byggnaden kallad Glashuset Restaurang & Bar. Byggnaden är grönmärkt av Stadsmuseet i Stockholm vilket innebär "särskilt värdefull från historisk, kulturhistorisk, miljömässig eller konstnärlig synpunkt".

## Fastigheten

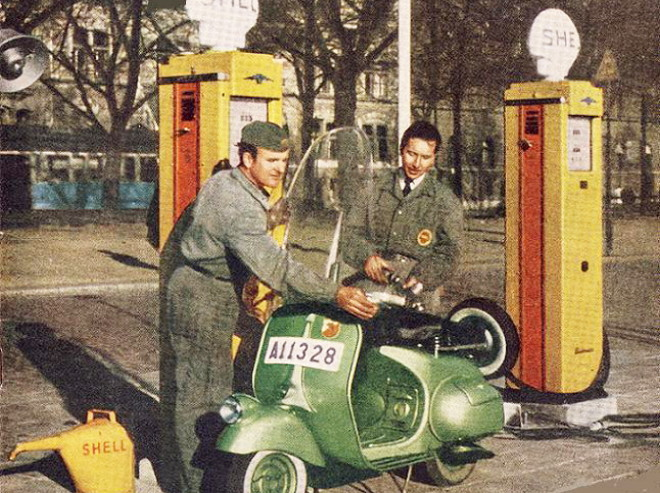
Gamla Shell-stationen 1952.

Den ovanliga fastighetsbeteckningen Skeppar svinfot fastställdes redan 1925 i en stadsplan för ett mindre område på Strandvägskajen där byggnader för hamnändamål fick uppföras. Skeppar svinfot kallades på 1890-talet ett hus intill Grevbron vid närbelägna kvarteret Krabaten. Grevbron var en brygga i Ladugårdslandsviken som låg i förlängningen av Grevgatan. Åtminstone sedan 1930-talet hade Svenska Shell här en bensinstation.
I nu gällande detaljplan som vann laga kraft i januari 2020 gavs den lilla byggnaden skyddsstatus och fick en märkning med ett gement k och q, vilket innebär att byggnaden är kulturhistoriskt värdefull och inte får förvanskas samt att förändringar måste ske med varsamhet. Hur detta kan ske beskrivs i ett gestaltningsprogram för Strandvägskajen, utgiven år 2008 av Stockholms stadsbyggnadskontor, Trafikkontoret, Östermalms stadsdelsförvaltning och Stockholms Hamnar. Byggnaden bedöms av stadsbyggnadskontoret bidra positivt till stadsbilden dels genom att vara för sin tid arkitektoniskt väl utförd och genom att bidra till en historiskt blandad bebyggelse på Strandvägskajen. Den gamla bensinstationen är dock inte skyddat som byggnadsminne som en del medier påstår.
På Strandvägskajen fanns ytterligare två bensinstationer, en Gulf-mack som låg i höjd med Banérgatan och en IC-station som låg i höjd med Grevgatan. Den senare hade en automatisk bensinpump som kunde matas med mynt och användas också nattetid när stationen var obemannad. Slutligen fanns även en Shell sjömack, belägen längst i öster nedanför Nobelparken, intill Kungliga Motorbåt Klubbens klubbhus.

## Byggnadsbeskrivning

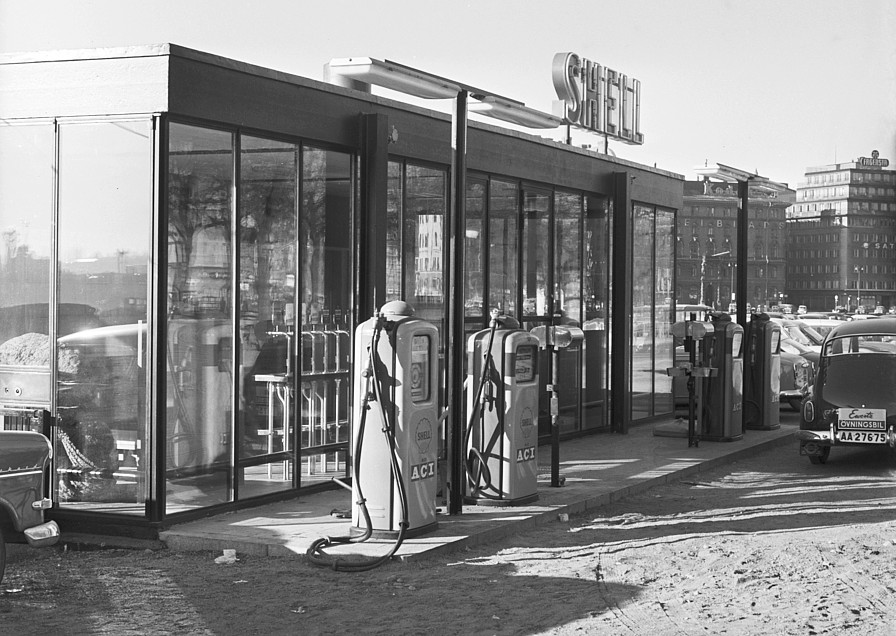
Nya Shell-stationen 1959.

År 1954 beslöt Svenska Shell att ersätta sin  bensinstation från 1930-talet vid Strandvägen med en ny byggnad. Företaget anlitade arkitekt Peter Celsing för uppgiften och hans nya skapelse blev en av de få arkitektritade bensinstationerna i Sverige. Celsing sökte minimera byggnadens dominans i den känsliga miljön kring Strandvägen och Ladugårdslandsviken genom att ge den fasader i glas. 
I maj 1955 började Celsing med skissarbetena vilka resulterade i tre förslag: invändiga pelare med en utvändig glasbeklädnad, en invändig kärna med en utvändig glasbeklädnad och utvändiga pelare med en invändig glasbeklädnad. Den tredje varianten valdes av beställaren. I det nästan kvadratiska huset fanns inga mellanväggar och stationen blev en sorts glaskub som på natten lyste inbjudande.  Byggnaden fick ett lätt och luftig och i det närmaste ”transparent” utseende vilket framgår av en perspektivskiss upprättad av Celsing. Pumparna placerades på norrsidan, utan väderskydd och under bar himmel för att inte skymma sikten. Senare flyttades pumparna till stationens östra sida. Anläggningen invigdes 1956.
Efter nedläggning som bensinstation 2007 renoverades byggnaden av ägaren Stockholms hamnar och blev plats för turistinformation, glassbar, café och pizzeria. Nuvarande verksamhet Glashuset Restaurang & Bar drivs av Christos Neo och Sussi Leuhusen och öppnade 2018.
Sedan juni 2020 pågår ett byggnadsärende (diarienummer 2020-08389) med ärendemeningen 'Tillsynsanmälan, tillbyggnad av q-märkt hus (Strandvägen, Glashuset, Kajplats 18)'.
Celsinghuset förvärvades av S:t Erik Markutveckling AB 2021.

### Noter

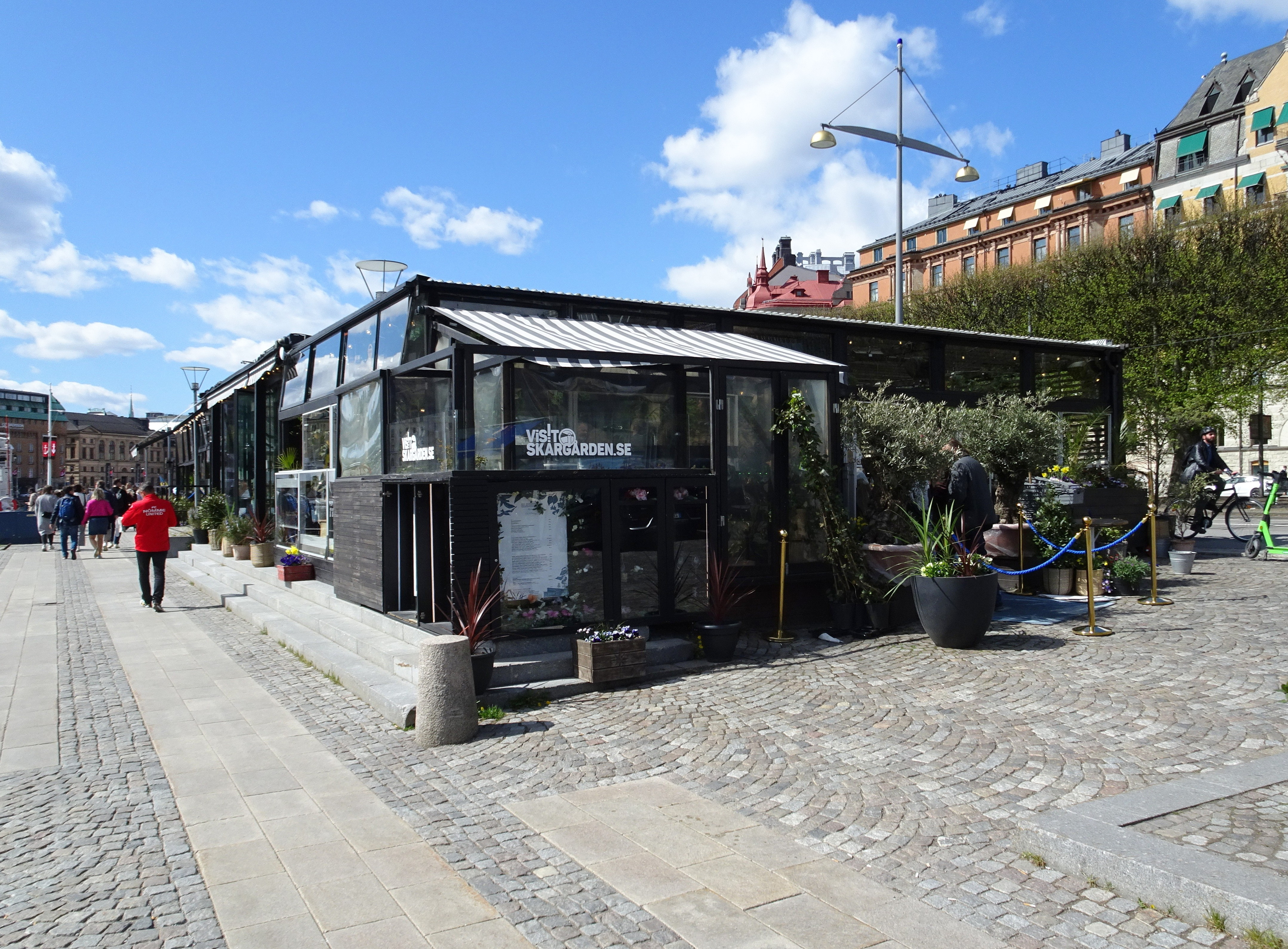
"Glashuset" i maj 2022.